# Santi Faustino e Giovita
Santi Faustino e Giovita, även benämnd Sant'Anna dei Bresciani, var en kyrkobyggnad i Rom, helgad åt de heliga martyrerna Faustinus och Jovita, Brescias skyddspatroner, och senare även åt den heliga Anna. Kyrkan var belägen vid Via dei Bresciani i närheten av Via Giulia i Rione Ponte. 

## Kyrkans historia
År 1569 bildades Compagnia dei Bresciani i syfte att samla de personer från Brescia som levde i Rom. Sällskapet kom i besittning av Tempio Corintio, som utgjorde en del av det ofullbordade Palazzo dei Tribunali, vilket hade ritats av Donato Bramante på uppdrag av påve Julius II. Tempio Corintio revs och av dess byggnadsmaterial uppfördes kyrkan Santi Faustino e Giovita, som konsekrerades 1578. I anslutning till kyrkan byggdes ett härbärge för pilgrimer från Brescia. Under 1600-talets senare hälft byggde Carlo Fontana om interiören och ritade en ny fasad i strikt klassicerande stil. Fasadens nedre våning hade doriska pilastrar och en ingångsportal med två joniska halvkolonner. Den övre våningen hade korintiska pilastrar och bland annat en tondo med texten DEO SACRVM, buren av ett par putti.
Högaltarmålningen framställde de heliga Faustinus och Jovita och var ett verk av Francesco Cozza. I höger sidokapell fanns en målning som skildrade den heliga Anna, utförd av Federico Baroccis skola. Omkring år 1860 ersattes denna med en målning av Francesco Coghetti. Det vänstra sidokapellet var invigt åt den helige Korsfäste (Santissimo Crocifisso) och hade ett träkrucifix från 1500-talet. I kyrkan fanns även bland annat målningarna Den Obefläckade Avlelsen av Luigi Gentile och Miraklet med den blindfödde av Girolamo Muziano.

## Rivning
Med början på 1870-talet företogs dräneringsarbeten av Tibern och nya kajer uppfördes. En rad byggnader och kyrkor revs i samband med detta. Kyrkan Santi Faustino e Giovita revs 1888 för anläggandet av Lungotevere dei Sangallo.

## Bilder
| - Santi Faustino e Giovita – interiören. Tryck av Girolamo Francino 1588. - Santi Faustino e Giovita (här benämnd SS. Faustini et Iouite) på Antonio Tempestas Rom-karta från 1593. - Santi Faustino e Giovita (här benämnd S. FAVSTINO E IOVITA) på Giovanni Maggis Rom-karta från 1625. |